# Vicellous Reon Shannon
Vicellous Reon Shannon (Memphis, 11 de abril de 1971) é um ator norte-americano.
Ele é talvez melhor conhecido por sua interpretação como Lesra Martin no filme de 1999 The Hurricane e Keith Palmer filho do candidato à presidência David Palmer na serie da Fox 24 Horas. Vicellous também interpretou em 2006 o filme Annapolis.
Criado em condado de Orange na Califórnia, Shannon foi um jogador de beisebol promissor na escola até ser afastado por um tendão gravemente ferido. Ele teve um interesse em atuar e começou a tomar o ônibus de duas horas para Laguna Hills, onde ele estudou interpretação com RJ Adams no The Actors Workshop, realizando tarefas na unidade em vez da taxa de matrícula. Seu primeiro papel de destaque veio alguns anos mais tarde, na série de TV The Actors Workshop.

## Filmografia Selecionada

### Televisão
- "The Mentalist" - Jeron "Shade" Slaughter (5ª Temporada Episódio 9)
- CSI - Aaron james/Marshall James (7ª temporada Episodios 4, 7 e 19) (2006–2007)
- House MD - Carnell Hall (2ª temporada, episódio 5) (2005)
- The Shield - Trick (3ª temporada episódio 11) (2004)
- JAG - Midshipman Kevin Dupree (9ª temporada episodes 3 e 10, 10ª temporada 10 episódio 6) (2003–2004)
- The Guardian - Taliek Allen (season 2 episodes 22 + 23, season 3 episodes 21 + 22) (2003, 2004)
- Without A Trace - Probationary Fireman (season 2 episode 8) (2003)
- 24 - Keith Palmer (seasons 1 and 2) (2001–2002)
- Judging Amy - Joseph Dutton (1 episode, 2000)
- Freedom Song - Owen Walker (2000 TV movie)
- Early Edition - Marcus (1 episode, 1997)
- Moesha - Darnell (1 episode, 1996)
- Dangerous Minds - Cornelius Hawkins (1996)
- Beverley Hills, 90210 - Ju'wan (1 episode, 1995)
- Sister Sister - Anthony (1 episode, 1994)

### Filmes
- Animal 2 - Darius (2007)
- Annapolis - Twins (2006)
- Last Flight Out - Jim (2004)
- Hart's War - Lt. Lamar T. Archer (2002)
- Semper Fi - Keith Maddox (2001)
- The Hurricane - Lesra Martin (1999)
- D2: The Mighty Ducks - James (1994)